# Ana Lucía Domínguez
Ana Lucía Domínguez (ur. 2 grudnia 1983 w Bogocie) – kolumbijska aktorka filmowa i telewizyjna.
Największą popularność w środowisku aktorskim przyniosła jej rola Libii Reyes Guerrero oraz Ruth Uribe Santos w telenoweli produkcji kolumbijskiej Gorzka zemsta.

## Filmografia
- 2013-: Las bandidas jako Fabiola Montoya
- 2011–2012: La Traicionera jako Martina Figueroa
- 2010: Pieska miłość (Perro Amor) jako Sofia Santana
- 2009: El fantasma del Gran Hotel jako Irene Buenaventura
- 2008: Valentino, el argentino jako Claudia García
- 2008: Mujeres asesinas jako Paula
- 2007: Madre Luna jako Anabel Saldaña
- 2006: Gringo Wedding jako Rebecca Gonzalez
- 2006: Amores cruzados jako Maria
- 2004: Te Voy a Enseñar a Querer jako Camila Buenrostro
- 2003–2004: Gorzka zemsta (Pasión de gavilanes) jako Libia Reyes Guerrero/Ruth Uribe Santos
- 2002–2003: Gata salvaje jako Adriana
- 2001: Informante en el País de las Mercancías, El jako Cecilia de Castro
- 2000: AmorDiscos jako Miryam Isabel Dominguin
- 2000: Se Armó la Gorda jako Jackeline
- 1999: Fiscal, El jako Fancisca ‘Frica’ Lombana
- 1998: Hermosa Niña jako Antonia Donoso
- 1996: Conjunto Cerrado jako Manuela
- 1993: De Pies a Cabeza jako Yadira Chacon